# Ichneumon obscurus
Ichneumon obscurus là một loài tò vò trong họ Ichneumonidae.